# Powrót (film 1948)
Homecoming – amerykański melodramat z 1948 roku w reżyserii Mervyna LeRoya.

## Fabuła
Żonaty chirurg zaciąga się do wojska w czasie II wojny światowej gdzie poznaje atrakcyjną pielęgniarkę.

## Obsada
- Clark Gable - Ulysses Delby "Lee" Johnson
- Lana Turner - Lt. Jane "Snapshot" McCall
- Anne Baxter - Penny Johnson
- John Hodiak - doktor Robert Sunday
- Ray Collins - podpułkownik Avery Silver
- Gladys Cooper - pani Kirby
- Cameron Mitchell - sierżant Monkevickz
- Marshall Thompson - sierżąnt McKeen
- Lurene Tuttle - pani Stoker